# Кувало за воду
Кувало је врста лонца, обично метална, која служи да се вода скува изнад максималне температуре, са поклопцем, писком и ручком, или мали кухињски апарат сличног облика. Кувало може да се греје или постављањем на штедњак или сопственим унутрашњим електричним грејачем који се налази у уређају.
Након што је 1893. године изумљено прво електрично кувало за воду, бучни котлићи који звижде и опасни штапни грејачи су полако, али сигурно падали у заборав. Данас су кувала за воду саставни део сваког дома љубитеља чајева и супа те наравно сваке еколошки освештене особе. Наиме, у њима се вода загрева много брже него у обичној посуди (произвођачи се такмиче чије ће кувало бити брже) и аутоматски се искључују кад вода прокључа па штеде електричну енергију, а имају и показивач нивоа воде. К томе, модерна кувала су врло сигурна и практична за употребу, јер се изван уопште не загревају, прилагођена су и леворукима и могу се користити само с једном руком.

## Кувала која се загревају на штедњаку
Кувала која се загревају на штедњаку су углавном метална и користе се да би се вода скувала помоћу штедњака. Кувала обично имају регулатор на врху, писак и поклопац. Понекад кувала имају пиштаљку која показује када је вода достигла тачку кључања. У тим кувалима, када вода покуша да изађе ван кувала, оно се помера и тресе. Пошто брзина ослобађања паре расте, вибрације постају све гласније, изазивајући пиштање. 
Најпопуларнија кувала која се загревају помоћу штедњака се праве од нерђајућег челика. Кувала могу бити направљена од бакра, гвожђа, алуминијума, полираног хрома или керамике.

## Електрична кувала
Електрична кувала су обично направљена од пластике или издржљивог челика (са пластичном дршком) и имају напајање на струју. У модерним кувалама, грејач је потпуно затворен, са снагом од 2 - 3 kW.
У модерним дизајнима, када вода достигне тачку кључања, кувало се аутоматски деактивира, спречавајући воду да прокључа и оштети грејни елемент. Термостат је изолован од воде у кувалу, а уместо тога се загрева паром која настаје када вода проври. Последица овог дизајна је да кувало неће радити ако поклопац остане отворен, због недовољног износа паре.
Електрична кувала су настала као начин да се скува вода без коришћења штедњака.

## Историја
Прва кувала су коришћена у древној Месопотамији у друге сврхе осим кувања. У Кини, кувала су обично прављена од гвожђа и директно су постављана изнад отвореног пламена. Путници користили кувала да кувају свежу воду да би се користила за пиће.
Развој кувала за чај је у директној корелацији са еволуцијом модерне пећи. 
Електрична кувала се једноставно могу укључити у струју уместо да се греју на шпорету су измишљена 1922. године од стране Артура Леслие Великог у Бирмингему, Енглеска.
У другој половини 1800-их на врхунцу индустријске револуције, електрична кувала за чај су уведена као алтернатива кувалима на штедњаку. Прво електрично кувало је имало грејач изван извора воде, али је убрзо адаптиран у корист унутрашњег загревања апарата.
Модерна кувала за чај укључују различита технолошка достигнућа. Кувала са пиштаљкама су опремљена лаком динамиком и ручке су отпорне на топлоту.

## Галерија кувала
- Норвешко кувало од ливеног гвожђа
- Kувало на преносивом шпорету у Музеју да Баронеса, Бразил
- Кувало за воду од месинга, рано кувало за воду у Музеју Ливерпул
- Грејвсово кувало за воду из 1984, пост-модерно кувало са звиждаљком у облику птице
- Савремено кувало за воду направљено од емајлираног метала и пластике